# Căng thẳng xã hội

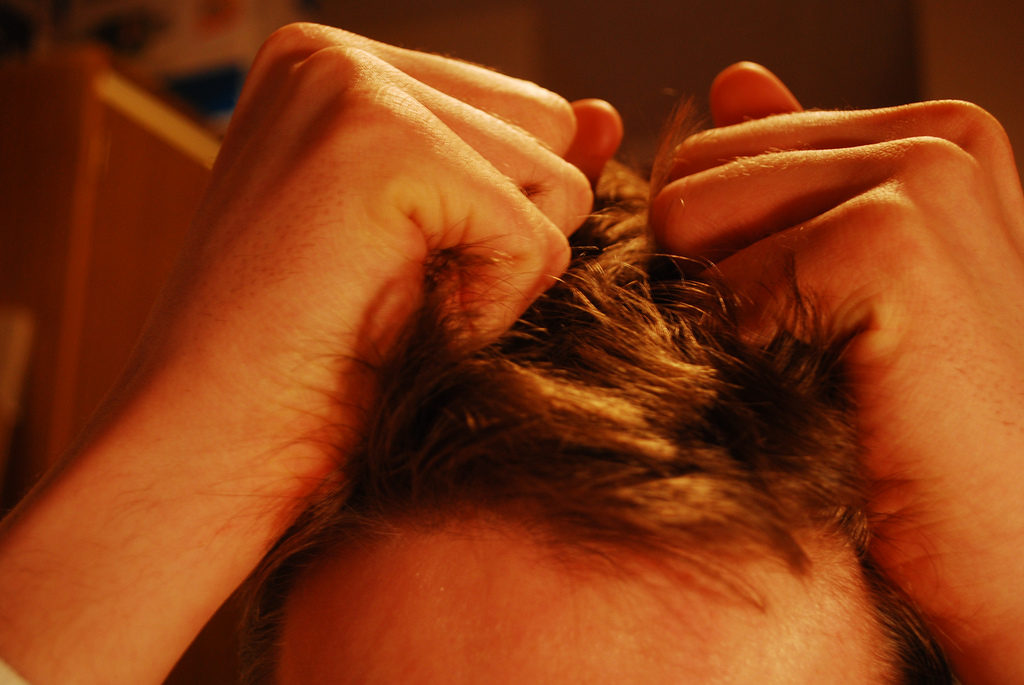
Căng thẳng

Căng thẳng xã hội là căng thẳng bắt nguồn từ mối quan hệ của một người với những người khác và từ môi trường xã hội nói chung. Dựa trên học thuyết thẩm định cảm xúc, căng thẳng nảy sinh khi một người đánh giá một tình huống có liên quan đến cá nhân và nhận thấy rằng họ không có đủ nguồn lực để đối phó hoặc giải quyết một tình huống cụ thể. Một sự kiện vượt quá khả năng chịu đựng không nhất thiết phải xảy ra để một người phải trải qua căng thẳng, chỉ với mối đe dọa của nó cũng đủ để gây căng thẳng.
Có ba nhóm chính gây nên căng thẳng xã hội. Thứ nhất, các sự kiện trong cuộc sống xảy đến bất ngờ, làm thay đổi nghiêm trọng cuộc sống đòi hỏi một cá nhân phải thích nghi nhanh chóng (ví dụ như tấn công tình dục, chấn thương đột ngột). Thứ hai, trạng thái mệt mỏi mãn tính là những sự kiện dai dẳng đòi hỏi một cá nhân phải thích nghi trong một khoảng thời gian dài (ví dụ như ly hôn, thất nghiệp). Thứ ba, những rắc rối hàng ngày là những sự kiện nhỏ xảy đến đòi hỏi cá nhân phải thích nghi suốt cả ngày (ví dụ như giao thông tồi tệ, những bất đồng ý kiến). Khi căng thẳng trở nên mãn tính, người ta trải qua những thay đổi về cảm xúc, hành vi và sinh lý, điều này có thể dẫn đến nguy cơ mắc các rối loạn tâm thần và bệnh tật thể chất.
Con người bản chất là những sinh vật xã hội, vì họ thường có nhu cầu cơ bản và mong muốn duy trì các mối quan hệ xã hội tích cực. Do đó, họ thường thấy việc duy trì các mối quan hệ xã hội tích cực là có lợi ích. Các mối quan hệ xã hội có thể mang lại sự nuôi dưỡng, giúp phát triển sự cảm thông hòa nhập xã hội và góp phần dẫn đến thành công trong sinh sản. Bất cứ điều gì làm phá vỡ, đe dọa hoặc chia rẽ mối quan hệ của họ với người khác đều có thể dẫn đến căng thẳng xã hội. Nó có thể bao gồm địa vị xã hội thấp trong đoàn thể hoặc trong các nhóm đặc biệt, đưa ra một bài phát biểu, phỏng vấn với các nhà tuyển dụng tiềm năng, chăm sóc con cái hoặc vợ/chồng mắc bệnh mãn tính, gặp gỡ những người mới trong một bữa tiệc, mối đe dọa hoặc cái chết của người thân yêu, ly dị và phân biệt đối xử. Căng thẳng xã hội có thể phát sinh từ môi trường vi mô của một người (ví dụ: quan hệ gia đình) và môi trường vĩ mô (ví dụ: cấu trúc xã hội phân cấp). Căng thẳng xã hội thường là loại căng thẳng thường xuyên nhất mà con người gặp phải trong cuộc sống hàng ngày và ảnh hưởng đến mọi người nhiều hơn so với các loại căng thẳng khác.